# Leucania lepida
Leucania lepida är en fjärilsart som beskrevs av Márton Hreblay 1996. Leucania lepida ingår i släktet Leucania och familjen nattflyn. Inga underarter finns listade i Catalogue of Life.